# 양화 (음반)
양화는 대한민국의 힙합 음악가 딥플로우의 정규 3집 앨범이다.
2015년 4월 13일에 발매되었다.
2016년 3월, 제13회 한국대중음악상 시상식에서 딥플로우는 <양화>로 '올해의 음악인' 상을 수상하였고, 수록곡인 <작두>를 통해 '최우수 랩&힙합 노래' 상을 수상하였다.

## 수록곡
1. 열반
2. 불구경
3. 낡은 신발 (Feat. 태완 A.K.A C-Luv, Sean2slow)
4. 잘 어울려
5. 당산대형 (Feat. DJ Soulscape, Don Mills, Vasco)
6. 작두 (Feat. 넉살, Huckleberry P)
7. 빌어먹을 안도감 (Feat. ODEE)
8. 나 먼저 갈게
9. 양화 (Feat. Soulman)
10. 역마
11. Cliche (Feat. Kayon, CHABOOM)
12. Dead Line (Feat. VEN)
13. 개로 (開路) (Feat. Dragon A.T, 샛별)
14. Bucket List (Feat. 우혜미)
15. 가족의 탄생 (Feat. Don Mills, WUTAN)

## 수상 내역
- 2016년 제13회 한국대중음악상 '올해의 음악인' 상
- 2016년 제13회 한국대중음악상 '최우수 랩&힙합 노래' 상